# Антропогенез.ру
Антропогенез.ру, Антропогенез  — російський науково-освітній портал, присвячений проблемі походження людини. Відкритий 1 жовтня 2010 року петербурзьким підприємцем і програмістом Олександром Соколовим і московським антропологом Станіславом Дробишевським. Неприбутковий проєкт, покликаний розповсюджувати і популяризувати наукову інформацію про еволюцію людини і антропогенез. Портал, нарівні з проєктом «Елементи.ру», здійснює значний внесок у популяризацію результатів сучасних наукових досліджень у галузі походження людини, появи інтелекту і мовлення.

## Учасники і автори порталу
Олександру Соколову впродовж існування сайту вдалося залучити до його наповнення більшість провідних російських науковців у галузі еволюції людини, генетики людини, походження мови. Авторами сайту є палеоантрополог Станіслав Дробишевський, палеонтолог Олександр Марков, генетик Олексій Кондрашов, археолог Лев Клейн, антрополог Марина Бутовська, генетик Світлана Борінська та інші науковці.
Публікації порталу сприяли виходу книжки харківського біолога Костянтина Задорожнього «Шкільна енциклопедія: від мавпи до людини» (2014).

## Проєкти Антропогенезу
Антропогенез.ру організовує антропологічні виставки та експозиції, здійснює експерименти з відтворення стародавніх технологій. В 2011 році його творці розробили інтерактивну мапу, де відмічені всі знахідки викопних гомінід.
З 2016 року портал організовує в Москві та Санкт-Петербурзі двічі на рік науково-просвітницький форум «Вчені проти міфів» (рос. Учёные против мифов), метою котрого є популяризація науки та боротьба зі лженаукою та псевдонаукою. Також у 2016 разом з просвітницьким фондом «Еволюція» (рос. Эволюция) засновано гумористичну антипремію «Почесний академік БРЕХАВ» (рос. Почётный академик ВРАЛ, ВРунической Академии Лженаук), котра присуджується за внесок у популяризацію лженауки та псевдонауки в Росії.
У 2017—2018 було за ініціативою авторів порталу було створено два короткометражних комп'ютерних анімаційних фільми про еволюцію людини. На YouTube публікується серія науково-популярних відео «Міфи про еволюцію людини» (рос. Мифы об эволюции человека). Також під егідою порталу здійснюється проєкт скульптурної та віртуальної реконструкції Homo naledi.